# Corozal (Belice)
Corozal es una ciudad portuaria en Belice, y es cabecera del distrito homónimo. Se ubica en la costa caribeña del país y a unos 13 kilómetros al sur de Subteniente López, el principal punto fronterizo entre Belice y México.
La ciudad de Corozal, de acuerdo a los datos del censo del 2010, era de 9871. Corozal era una finca privada antes de convertirse en pueblo en el año 1840. Establecida principalmente por refugiados hispanoamericanos de la guerra de Castas en Yucatán. Gran parte de la ciudad fue fundada sobre una ciudad maya, conocida como Santa Rita. Podría tratarse del núcleo precolombino original de Chetumal.[cita requerida]

## Historia

Plaza principal de la ciudad de Corozal.

Corozal es un pueblo ubicado al norte de Belice. Fundado en el año 1848 por refugiados de la revuelta maya en contra de los criollos y blancos en la vecina Yucatán. La guerra de Castas comenzó como una revuelta en contra de los blancos, pero se convirtió en una guerra en contra de blancos y mestizos.[cita requerida]
Una masacre en el pueblo de Bacalar en México provocó el éxodo de miles de mestizos de Bacalar y de los alrededores. Entre el año 1848 a 1856 más de 10 000 refugiados cruzaron el río Hondo hacia Belice. Estos inmigrantes buscaban refugio en el norte de Belice e incrementaron la población del pueblo de Corozal a 4500 habitantes. James Blake, un magistrado beliceño los dejó establecerse en tierras del distrito de Corozal y los ayudó a establecer nuevas cosechas, entre ellas la caña de azúcar.[cita requerida]

## Geografía
Corozal Town, se localiza geográficamente entre los 18º23'N y los 88º23'O, se ubica a unos 13 km al sur de la frontera con México y a unos 135 km al norte de la ciudad de Belice.

### Clima
| Parámetros climáticos promedio de Corozal Town (1981–2010) | Parámetros climáticos promedio de Corozal Town (1981–2010) | Parámetros climáticos promedio de Corozal Town (1981–2010) | Parámetros climáticos promedio de Corozal Town (1981–2010) | Parámetros climáticos promedio de Corozal Town (1981–2010) | Parámetros climáticos promedio de Corozal Town (1981–2010) | Parámetros climáticos promedio de Corozal Town (1981–2010) | Parámetros climáticos promedio de Corozal Town (1981–2010) | Parámetros climáticos promedio de Corozal Town (1981–2010) | Parámetros climáticos promedio de Corozal Town (1981–2010) | Parámetros climáticos promedio de Corozal Town (1981–2010) | Parámetros climáticos promedio de Corozal Town (1981–2010) | Parámetros climáticos promedio de Corozal Town (1981–2010) | Parámetros climáticos promedio de Corozal Town (1981–2010) |
| Mes                                                        | Ene.                                                       | Feb.                                                       | Mar.                                                       | Abr.                                                       | May.                                                       | Jun.                                                       | Jul.                                                       | Ago.                                                       | Sep.                                                       | Oct.                                                       | Nov.                                                       | Dic.                                                       | Anual                                                      |
| ---------------------------------------------------------- | ---------------------------------------------------------- | ---------------------------------------------------------- | ---------------------------------------------------------- | ---------------------------------------------------------- | ---------------------------------------------------------- | ---------------------------------------------------------- | ---------------------------------------------------------- | ---------------------------------------------------------- | ---------------------------------------------------------- | ---------------------------------------------------------- | ---------------------------------------------------------- | ---------------------------------------------------------- | ---------------------------------------------------------- |
| Temp. máx. media (°C)                                      | 28.3                                                       | 30.3                                                       | 31.6                                                       | 32.8                                                       | 33.1                                                       | 32.8                                                       | 32.6                                                       | 32.7                                                       | 33.0                                                       | 31.7                                                       | 29.9                                                       | 28.7                                                       | 31.5                                                       |
| Temp. media (°C)                                           | 22.8                                                       | 24.5                                                       | 25.4                                                       | 26.7                                                       | 28.1                                                       | 28.3                                                       | 28.0                                                       | 27.9                                                       | 27.8                                                       | 26.6                                                       | 24.7                                                       | 23.5                                                       | 26.2                                                       |
| Temp. mín. media (°C)                                      | 17.3                                                       | 18.7                                                       | 19.1                                                       | 20.7                                                       | 23.0                                                       | 23.8                                                       | 23.4                                                       | 23.2                                                       | 22.7                                                       | 21.6                                                       | 19.5                                                       | 18.2                                                       | 20.9                                                       |
| Precipitación total (mm)                                   | 58.5                                                       | 31.9                                                       | 32.1                                                       | 45.7                                                       | 107.5                                                      | 216.8                                                      | 140.4                                                      | 172.6                                                      | 195.7                                                      | 193.7                                                      | 95.5                                                       | 64.8                                                       | 1355.2                                                     |
| Días de precipitaciones (≥ 1.0 mm)                         | 7                                                          | 4                                                          | 3                                                          | 3                                                          | 6                                                          | 13                                                         | 11                                                         | 12                                                         | 13                                                         | 12                                                         | 9                                                          | 7                                                          | 100                                                        |
| Fuente: National Meteorological Service of Belize          |                                                            |                                                            |                                                            |                                                            |                                                            |                                                            |                                                            |                                                            |                                                            |                                                            |                                                            |                                                            |                                                            |